# Lúcia Mendonça Previato
Lúcia Mendonça Previato, née en 1949,  est une microbiologiste brésilienne. Elle a reçu le prix L'Oréal-Unesco pour les femmes et la science en 2004 pour ses recherches sur la prévention de la maladie de Chagas.

## Biographie
Lúcia Mendonça Previato étudie la biologie et obtient une licence en 1971 à l'université sainte Ursule (en). En 1976, elle soutient une thèse de doctorat en microbiologie et en immunologie à l'université Fédérale de Rio de Janeiro où elle est professeure depuis 1992,. Elle est aussi récipiendaire du prix TWAS (en) en biologie. Elle est membre de l'académie brésilienne des sciences depuis 1993 et de la Société américaine de microbiologie. En 2002, elle est promue commandante de l'Ordre national du mérite scientifique, la plus haute décoration scientifique brésilienne.